# Philippe Dunoyer
Pour les articles homonymes, voir Dunoyer.
Philippe Dunoyer est un homme politique et fonctionnaire territorial français, né le 11 janvier 1968 à Nouméa (Nouvelle-Calédonie), porte-parole du parti Calédonie ensemble.

## Origines et formation
Issu de l'une des plus anciennes familles européennes installées en Nouvelle-Calédonie, il descend ainsi par sa mère à la quatrième génération d'Eugène Porcheron, arrivé à Port-de-France en 1856 et premier maire élu de Nouméa de 1882 à 1883. Sa mère, Monique Dunoyer, née Porcheron, était chef du personnel à la station locale de RFO et est l'actuelle consule honoraire de Suisse en Nouvelle-Calédonie depuis le 1er novembre 1988,. 
Après avoir fait toute sa scolarité à Nouméa, il fait ses études à la faculté d'économie appliquée de l'Université Aix-Marseille III à Aix-en-Provence et y obtient une maîtrise en droit des affaires et un DESS de fiscalité. Il revient en Nouvelle-Calédonie en 1993 pour y effectuer son service militaire en tant que VAT à la direction des services fiscaux de la Nouvelle-Calédonie. Il y travaille jusqu'en 2004.

## Carrière politique à l'Avenir ensemble puis à Calédonie ensemble

### Collaborateur d'Alain Song puis de Philippe Gomès
Quittant les services fiscaux en 2004, il se rapproche du monde politique et plus particulièrement de l'Avenir ensemble, parti non-indépendantiste modéré victorieux aux élections provinciales néo-calédoniennes. Il intègre ainsi en juin de cette année le cabinet du membre du gouvernement local chargé des secteurs de la formation professionnelle, de l'emploi et de la fonction publique, issu de ce mouvement, Alain Song. Repéré par le président de l'Assemblée de la Province Sud Philippe Gomès, celui-ci le nomme à la tête de la direction provinciale de l'économie, de la formation et de l'emploi en septembre 2007 puis en fait son directeur de cabinet, et donc son principal collaborateur, à partir de janvier 2008. 

### Porte-parole du gouvernement Gomès
Après les élections provinciales du 10 mai 2009, il est proposé par Calédonie ensemble, nouveau parti de Philippe Gomès issu d'une scission de l'Avenir ensemble, pour figurer en septième position de la liste d'union anti-indépendantiste présentée pour la formation du gouvernement de Nouvelle-Calédonie le 5 juin 2009. Élu membre de cet exécutif, d'ailleurs présidé par Philippe Gomès, il prend en charge les secteurs de la santé, de la famille, de la solidarité, du handicap, du suivi de la construction du Médipôle de Koutio, des questions relatives au logement et des relations avec le Congrès, et en est le porte-parole. 
Homme de confiance du président, il prend en main un grand nombre de dossiers importants, tels que la réorganisation du système de santé local autour du futur Médipôle en construction dans le quartier de Koutio dans la banlieue de Nouméa avec la relance du chantier. Celui-ci avait été un temps mis en suspens à la suite de la démission, quelques jours avant la prise de fonction de Philippe Dunoyer, de la présidente du Centre hospitalier territorial Jacqueline Bernut à la suite de divergences de vue de cette dernière avec la précédente membre du gouvernement chargée de ce secteur, Sylvie Robineau. Le projet est réactivé le 16 septembre 2009 par le Congrès qui, dans le cadre du vote du budget supplémentaire 2009, approuve l'avant-projet définitif, ou APD, qui modifie le coût prévisionnel global de l'opération ainsi que l'échéancier : les travaux de terrassement commencent au début de l'année 2010 pour une ouverture prévue en 2015 voire début 2016. 
De même, il coordonne la redéfinition du rôle des autres hôpitaux ou du schéma territorial des urgences, la mise en œuvre du dispositif de prise en charge des personnes handicapées votée par le Congrès au début de l'année 2009 ou encore l’insertion professionnelle des handicapés, la définition d'une politique locale de la famille (étant le premier membre d'un gouvernement néo-calédonien à être clairement chargé de ce secteur), ou encore la création d'un minimum vieillesse, l'extension de l'aide au logement (créée en avril 2007) aux étudiants, aux personnes âgées et à certaines familles louant dans le parc privé (réalisée par une loi du pays qu'il a contribué à préparer, aux côtés notamment d'Évelyne Lèques qui est le rapporteur au Congrès de cette réforme, votée le 2 juin 2010 et promulguée le 21 du même mois) ou la mise en place d'un prêt à taux zéro pour l'aide à l'accès à la propriété (par une loi du pays préparée par lui-même, ainsi que son collègue chargé du Budget et de la Fiscalité Bernard Deladrière et celui responsable du suivi des questions liées au crédit Philippe Germain, entre le 20 juillet et le 19 octobre 2010, votée par le Congrès le 30 novembre suivant et promulguée le 21 décembre, pour une entrée en vigueur le 1er février 2011). 
Mais il ne devient réellement connu du grand public que par sa médiatisation relativement forte, y compris sur la scène nationale, durant l'épidémie de grippe A (H1N1) de la saison fraîche de 2009, qui aurait fait sept victimes dont deux enfants au 1er septembre 2009.

### Membre de l'opposition au gouvernement
Il est réélu successivement les 3, 17 mars et 1er avril 2011 dans les gouvernements Martin III, IV et V. La première fois, il démissionne avec l'ensemble de ses suivants de liste, tandis que les fois suivantes ce sont Philippe Gomès puis Hélène Iekawé qui font de même, cela pour faire tomber chaque nouvel exécutif et pousser l'État à dissoudre le Congrès et les Assemblées de Province Sud, Calédonie ensemble parlant de « putsch » concernant la chute du gouvernement Gomès du fait de l'Union calédonienne le 17 février précédent. Quoi qu'il en soit, lors de l'attribution des secteurs d'animation et de contrôle qui se fait le 11 mars 2011 (contre l'avis de Calédonie ensemble, qui estime que cela sort du cadre des affaires courantes dont un exécutif démissionnaire doit uniquement s'occuper, saisissant le tribunal administratif en référé pour casser cette décision), il obtient la charge du transfert de la circulation aérienne et maritime et de la préparation des transferts de compétences prévus dans l'article 27 de la loi organique de 1999. S'y ajoute le 22 mars puis le 6 avril suivants la question de la réglementation des professions libérales et des officiers publics et ministériels. Dans un communiqué de presse faisant suite à la deuxième distribution des secteurs, conjointement avec l'autre membre Calédonie ensemble de cet exécutif, Hélène Iekawé (à qui seule la question de la météorologie a été donnée, ce qui n'avait jamais été le cas auparavant), il parle de « répartition inique » et de « simulacre de gouvernement ». 
Lors de la quatrième élection d'un gouvernement en trois mois le 10 juin 2011, il est réélu avec Philippe Gomès et Hélène Iekawé sur la liste Calédonie ensemble, mais cette fois-ci aucun d'eux ne démissionne pour faire chuter l'exécutif dans la foulée de sa constitution. Lors de la nouvelle répartition des secteurs d'animation et de contrôle le 16 du même mois (à laquelle il a voté contre, comme les deux autres membres de son parti), il est chargé de la fonction publique, de la qualité du service public, de la simplification administrative et de la rénovation de la fonction publique, tout en retrouvant le suivi de la construction du Médipôle de Koutio. Il porte une nouvelle fois la voix de son mouvement pour manifester son opposition à cette distribution, estimant que : « la répartition des portefeuilles n’est pas issue d’un consensus, elle nous a été imposée alors que nous avions engagé une démarche raisonnable », et que « les principes fondateurs de collégialité et de proportionnalité » n'ont pas été respectés. Il refuse de contresigner des arrêtés concernant la fonction publique, secteur qu'il présente comme lui ayant été attribué contre son gré. Il choisit toutefois de s'occuper à nouveau du Médipôle de Koutio. Lors d'un remaniement opéré le 16 avril 2013, qui fait suite à l'entrée au gouvernement de Frédéric de Greslan en remplacement de Philippe Gomès (qui a choisi de démissionner pour retrouver son mandat au Congrès et y porter une motion de censure contre l'exécutif, finalement rejetée), et contre lequel votent une nouvelle fois les membres de Calédonie ensemble, les secteurs de la fonction publique, de la qualité du service public, de la simplification administrative et de la rénovation de la fonction publique ne lui sont plus attribués. Il conserve en revanche le suivi du Médipôle de Koutio, et prend en plus le contrôle et l'animation de ceux de la Circulation et de la Sécurité routière, sujet sur lequel il était déjà impliqué en tant que président du Conseil permanent de sécurité routière depuis 2011. 
Concernant la continuation du chantier du Médipôle de Koutio, il gère notamment l'appel d'offres pour la construction, prévue pour commencer en 2012, finalement donnée au groupe Vinci, en septembre 2011, avec un cahier des charges imposant, outre les critères financiers, le calendrier ou les aspects techniques de la réalisation du chantier, deux contraintes : le recours à une main-d’œuvre locale (notamment un minimum de 64 % pour le gros œuvre, chiffre arrivant en août 2013 à 93 % selon Philippe Dunoyer et le directeur de projet Jean-Marc Ciquera, tandis que la même proportion à la même date est estimée autour de 85 à 90 % pour les corps d'état architecturaux) et l'enregistrement des retombées économiques de la construction auprès des entreprises calédoniennes, avec un suivi du gouvernement et tout particulièrement de Philippe Dunoyer. L'entreprise et l'exécutif néo-calédonien se sont également entendu pour monter un centre de formation avec l’Association formation du BTP (AFBTP) dans le quartier industriel de Ducos à Nouméa en novembre 2011, pour les besoins du recrutement local du chantier du Médipôle. D'après le directeur de projet Jean-Marc Ciquera en août 2013 : « Chaque mois, depuis novembre 2011, nous nous retrouvons avec Philippe Dunoyer pour préparer, orienter, organiser les formations nécessaires au Médipôle ». 
Sur la circulation et la sécurité routière, en tant que président du conseil permanent de sécurité routière, il décide de faire participer, à partir de 2012, les associations à cette table ronde des acteurs de ce secteur. Devenu membre du gouvernement chargé de ces questions à partir d'avril 2013, il a pour mission principale de finaliser, dans le cadre de ce conseil permanent, le plan quinquennal sécurité routière 2014-2018. Celui-ci est adopté, sur la présentation de Philippe Dunoyer, par le gouvernement en octobre 2013. Dans un contexte néo-calédonien marqué, de longue date, par une forte accidentologie, ce plan contient entre autres un bilan notant des chiffres toujours plus importants qu'en France métropolitaine (quatre fois supérieurs) et en général que dans les pays de l'OCDE, avec 26 personnes décédées sur les routes du 1er janvier au 29 septembre 2013, mais avec une tendance à la baisse puisque ce chiffre était de 39 en 2012 et de 46 en 2011. De plus, il note que seulement 50 % des actions du précédent plan quinquennal ont été adoptées, dénotant une coordination entre les différents acteurs à améliorer, notamment en faisant du conseil permanent de la sécurité routière un organisme consultatif obligatoire donnant son avis sur tous les textes relevant de son domaine ou sur les investissements décidés par les différentes collectivités, ou encore en désignant une personne chargée de contrôler l'application du plan. L'objectif principal de celui-ci est de diviser, d'ici 2018, le nombre d'accidents par deux, par des moyens de prévention tels que la mise en place d'une sensibilisation tout au long du parcours scolaire (renforçant les moyens et les compétences dans le primaire et son instauration dans le secondaire), de nouvelles campagnes médiatiques, la facilitation de l'accès au permis de conduire ou encore une réforme du contrôle technique (voulu plus exigeant pour les véhicules professionnels et systématique pour les voitures de particuliers), mais aussi par un renforcement des outils de répression avec un doublement du nombre de radars embarqués (de 4 à 8) en cinq ans ou l'élargissement à une intervention en matière de sécurité routière des compétences des gardes champêtres et des policiers municipaux,. Ce plan est adopté à l'unanimité par le Congrès le 13 décembre 2013.

### Premières participations à des campagnes électorales
Lors du conseil politique de Calédonie ensemble réuni à Koné le 20 août 2011, il est investi, avec Gérard Poadja, pour être l'un des deux candidats du parti aux élections sénatoriales du 25 septembre suivant. Il obtient 72 voix de grands électeurs (14,37 % des suffrages exprimés, 6e score sur 10 candidats) au premier tour, puis 68 (13,57 %, 6e résultat sur 7 candidats) au deuxième. Un temps pressenti pour être également candidat aux élections législatives de juin 2012 dans la 1re circonscription (Nouméa, l'île des Pins et les Îles Loyauté), le parti lui préfère finalement Sonia Lagarde. Il devient le porte-parole de la campagne de cette dernière, qui l'emporte au second tour face au sortant Gaël Yanno. 
Et lorsque celle-ci, déjà chef de l'opposition au conseil municipal de Nouméa depuis 2001, décide de briguer la mairie du chef-lieu pour la troisième fois aux élections municipales de mars 2014, elle s'associe durant toute sa campagne dans un trio de tête pour sa liste « Avec nous, ça va changer » avec Philippe Dunoyer en deuxième position et le médecin Paul Qaeze. Plaçant en tête de leurs préoccupations le changement de gestion, la sécurité (qui est le thème principal de la campagne), la justice, la solidarité, la mise en place d'une démocratie participative pour répondre aux aspirations de la jeunesse et des retraités, le rééquilibrage en faveur des quartiers nord (parlant de « plan Marshall ») et le développement des animations, ils arrivent en tête du premier tour, le 23 mars 2014, avec 12 431 voix et 36,28 % des suffrages exprimés, talonnés par la liste du premier adjoint sortant, Gaël Yanno (34,66 %). Au second tour, le 30 mars 2014, ils remportent l'élection avec 17 696 voix (51,62 %) et 1 108 votes (3,24 points) d'avance sur Gaël Yanno, qui avait fusionné avec la liste d'un autre adjoint sortant, Jean-Claude Briault, arrivé troisième au premier tour. Leur liste obtient 40 des 53 sièges à pourvoir, et Philippe Dunoyer devient ainsi conseiller municipal de Nouméa. Le 14 avril suivant, il est désigné comme 3e adjoint au maire Sonia Lagarde, chargé du budget et de l'intercommunalité. Mais il entre bientôt en conflit avec Sonia Lagarde, en raison notamment du refus de cette dernière de démissionner de son mandat de député (contrairement à un engagement pris au cours de la campagne, et alors que Philippe Dunoyer était censé prendre sa succession à l'Assemblée nationale), d'un rythme parfois jugé trop lent dans la mise en place des réformes promises, d'une prise de distance de plus en plus affichée de la première magistrate vis-à-vis de la direction de Calédonie ensemble et d'accusations venant de certains membres de la municipalité au sujet d'un manque de concertation au sein de la majorité,. Ainsi, le 23 juin 2015, avec cinq des quatorze autres adjoints et 15 des 25 autres conseillers municipaux issus de « Avec nous, ça va changer », il crée son propre groupe politique au conseil, baptisé simplement « Calédonie ensemble », et en prend la direction. Tout en déclarant et agissant toujours comme faisant partie de la majorité, il justifie cette scission par l'expression d'une sensibilité différente concernant l'intensité et le rythme à donner à l'application du programme de campagne : « C’est un groupe qui est là pour co-construire et proposer une optimisation du fonctionnement municipal. L’affirmation d’une sensibilité qui pense pouvoir faire des propositions, un peu mieux, un peu mieux entendues peut-être. [...] Ça va dépendre de comment ça va se passer. On va faire des propositions, on va voir si elles seront acceptées… ».
Philippe Dunoyer est également en première ligne de la campagne de Calédonie ensemble lors des élections provinciales du 11 mai 2014, en étant candidat en cinquième position sur la liste du parti, baptisée « L'Avenir en partage. Ensemble, vers un avenir éclairé et apaisé » et emmenée par Philippe Gomès, dans le Sud. Il est notamment l'un des principaux rédacteurs et promoteurs du programme, tout particulièrement sur les questions de santé. Cette formation remporte alors le scrutin, devenant la première force politique de la Province Sud (avec 36,44 % des suffrages exprimés et 16 des 40 sièges à pourvoir) et de la Nouvelle-Calédonie (avec plus du quart, ou 26,05 %, des électeurs s'étant déplacés pour voter, et 15 élus sur les 54 du Congrès), ainsi que le premier mouvement non-indépendantiste en Province Nord (où la liste « Une Province pour tous » de Gérard Poadja a recueilli 10,94 % des voix et 3 conseillers sur 22). Philippe Dunoyer obtient ainsi son premier mandat de conseiller provincial et de membre du Congrès, et il devient l'un des poids lourds de la nouvelle majorité. Dès le lendemain des élections, il est l'un des trois responsables de Calédonie ensemble, avec Philippe Gomès et Philippe Michel, à négocier la signature d'un « Contrat de gouvernance solidaire » avec les deux autres listes non-indépendantistes ayant obtenu des élus, le Front pour l'unité (FPU, dominé par le Rassemblement) et l'Union pour la Calédonie dans la France (UCF, réunissant le Mouvement populaire calédonien de Gaël Yanno et Sonia Backès, le Rassemblement pour la Calédonie d'Isabelle Lafleur et le Mouvement républicain calédonien de Philippe Blaise). Cet accord, qui perdure jusqu'en décembre 2014, permet une répartition consensuelle des postes à responsabilité entre ces trois formations. 
Lors de la première séance de cette mandature, le 23 mai 2014, il est porté à la présidence du groupe Calédonie ensemble au Congrès. Il devient également le président de la Commission permanente (qui siège en dehors des sessions) et de la Commission intérieure de la Santé et de la Protection sociale, abandonnant cette dernière le 4 novembre 2015 pour prendre la tête de la Commission intérieure des Finances et du Budget, laissée vacante par la démission de Frédéric de Greslan. À la Province Sud, il prend la présidence du conseil d'administration de PromoSud, la société d'économie mixte chargée de gérer les participations de la collectivité dans différentes sociétés ainsi qu'une pépinière d'entreprise afin d'accompagner les politiques économiques et soutenir le développement, ainsi que la direction de la Fédération calédonienne des entreprises publiques locales (Fédération des EPL - Nouvelle-Calédonie). Enfin, il est le rapporteur au Congrès des projets de lois du pays appliquant les réformes économiques et surtout fiscales prévues par l'« agenda économique, social et fiscal partagé » signé le 21 août 2014 par les forces politiques représentées dans les institutions et les partenaires sociaux, les négociations ayant été menées par le membre du gouvernement chargé de l'économie, Philippe Germain (membre de Calédonie ensemble également). Tout particulièrement, il est le rapporteur pour les textes votés par le Congrès le 15 décembre 2014 instaurant une contribution additionnelle à l'impôt sur les sociétés (CAIS) de 3 % et augmentant le taux fixe de l'impôt sur les revenus des valeurs mobilières (IRVM), ou impôt sur les dividendes, qui passe de 13,25 % à 16 %. Il justifie ces mesures par la nécessité d'augmenter les recettes de la collectivité dans un contexte budgétaire difficile (affirmant que les recettes baissaient chaque année de 6 % tandis que les dépenses, elles, augmentaient de 25 %), tout en soutenant la relance de l'activité économique par l'investissement pour la CAIS. En revanche, le FPU s'oppose à ces mesures parlant d'une « politique socialiste de matraquage fiscal qui a conduit la France là où elle en est aujourd'hui, un modèle malheureusement destiné à fabriquer du chômage »,,. En réponse, conformément aux annonces faites par les porte-parole du parti dont Philippe Dunoyer les jours précédents, Calédonie ensemble assimile cette posture du FPU comme une rupture du « Contrat de gouvernance solidaire » et fait chuter l'exécutif par la démission collective de ses membres du gouvernement et de leurs suivants de liste.
Par la suite, cumulant ces fonctions institutionnelles avec celle de porte-parole de Calédonie ensemble, il apparaît ainsi régulièrement dans les médias pour défendre les actions de son parti. Tout particulièrement, il porte les revendications de ce dernier pour obtenir la présidence du gouvernement pour Philippe Germain face à la candidature de la sortante Cynthia Ligeard du Rassemblement de décembre 2014 à avril 2015,. Puis, une fois ceci fait, il se charge de défendre les actions du nouvel exécutif néo-calédonien contre les attaques venues des personnalités issues du mouvement Les Républicains qui incarnent une opposition vive dans les institutions - Sonia Backès, Grégoire Bernut, Virginie Ruffenach, Cynthia Ligeard, Isabelle Lafleur ou Harold Martin. Il monte ainsi régulièrement en première ligne médiatique pour rassurer l'électorat face à des accusations en « indépendantisme » venues de ces derniers concernant le discours de politique générale de Philippe Germain,, pour justifier l'attitude ferme du président du gouvernement face au conflit social des rouleurs sur mine d'août 2015 ou pour mettre en avant et défendre le rythme des réformes engagées par celui-ci,,,,.

### Retour au gouvernement: porte-parole du gouvernement Germain
Le 24 avril 2016, Thierry Cornaille, élu membre du gouvernement sur la liste de Calédonie ensemble en 2014, présente sa démission pour « raisons personnelles ». Sa démission est effective le lendemain, Philippe Dunoyer faisant son retour au sein de l'exécutif néo-calédonien à compter du 26 avril 2016. Il récupère ses secteurs d'animation et de contrôle, à savoir le Budget, le Logement, l'Énergie et le Développement numérique, ainsi que le suivi des Questions liées à la Communication audiovisuelle, des Questions monétaires et de Crédit, des Relations avec le Congrès et la fonction de porte-parole du gouvernement, qu'il avait déjà occupée de 2009 à 2011.

### Candidature aux élections législatives de 2017
Philippe Dunoyer est le candidat de Calédonie ensemble aux élections législatives de juin 2017 pour la 1re circonscription de Nouvelle-Calédonie, qui comprend Nouméa, l'île des Pins et les îles Loyauté,. Il est élu député.
Fin octobre 2017, il relaie à l'Assemblée nationale, avec des députés LR, un amendement portant sur la fiscalité des entrepôts et fourni par le Medef et la Confédération des petites et moyennes entreprises,,.

### Élections législatives de 2024
Bien que membre de la majorité présidentielle, Philippe Dunoyer critique la décision d'Emmanuel Macron de dissoudre l'Assemblée nationale le 9 juin 2024. Il estime que « c’est le pire des moments pour une campagne électorale » en Nouvelle-Calédonie avec les émeutes locales qui ont éclaté un mois plus tôt. Le député s'inquiète que la dissolution repousse des « mesures attendues, très urgentes pour l’économie et le système de protection sociale calédoniens ».